# Darkadelic
Darkadelic è il dodicesimo album in studio del gruppo musicale britannico The Damned, pubblicato nel 2023.

## Copertina
La copertina del disco presenta al centro un’immagine deformata dei quattro membri sopra il titolo dell’album che ricorda la Hollywood Sign.

## Tracce
1. The Invisible Man – 3:10 (Dave Vanian, Paul Gray)
2. Bad Weather Girl – 4:49 (Captain Sensible, Gray)
3. You're Gonna Realise – 2:36 (Vanian)
4. Beware of the Clown – 3:14 (Sensible)
5. Western Promise – 4:26 (Vanian)
6. Wake the Dead – 5:22 (Sensible, Martin Newell)
7. Follow Me – 3:18 (Sensible, Gray)
8. Motorcycle Man – 4:45 (Gray)
9. Girl I'll Stop at Nothing – 5:08 (Sensible)
10. Leader of the Gang – 4:18 (Sensible)
11. From Your Lips – 3:31 (Vanian)
12. Roderick – 3:50 (Vanian)

## Formazione
The Damned
- Dave Vanian – voce
- Captain Sensible – chitarra, voce (traccia 2)
- Monty Oxymoron – tastiera
- Paul Gray – basso
- William Granville-Taylor – batteria

Altri musicisti
- Marty Love – cori (2)
- Don Jenkins – tamburello (4)
- Chris Coull – tromba (5, 12)
- Emily Vanian – violino (12)
- Thomas Mitchener – chitarra EBow (12)

## Classifiche
| Classifica (2023) | Posizione raggiunta |
| ----------------- | ------------------- |
| Regno Unito       | 9                   |